# Güby
Güby (en danois: Gyby) est une commune de l'arrondissement de Rendsburg-Eckernförde, Land de Schleswig-Holstein.

## Géographie
La commune regroupe les quartiers d'Ahrensberg-Louisenlund, Esprehm et Wolfskrug.
Elle se situe à 8 km à l'ouest de Schleswig sur la Bundesstraße 76, entre cette ville et Eckernförde.

## Monuments
Le château de Louisenlund
Le palais de style classique dans un grand parc à l'anglaise près de la Schlei est construit entre 1772 et 1776 comme la résidence d'été de Charles de Hesse-Cassel. L'architecte Johann Hermann von Motz (da) l'agrandit considérablement en 1790 et créé une orangerie.
Aujourd'hui le château accueille un lycée mixte allemand fort réputé avec internat fondé en 1949.